# Symphonie no 8 de William Schuman
Pour les articles homonymes, voir Symphonie no 8.
La Symphonie no 8 a été terminée par William Schuman en 1962. Elle est l'un des chefs-d'œuvre de son répertoire.

## Historique
Schuman a reçu en 1960 une commande de la part de l'Orchestre philharmonique de New York. Le NYP devait inaugurer la nouvelle salle de concert du Lincoln Center for the Performing Arts durant la saison 1961-1962. La symphonie de Schuman serait jouée durant cette saison. Le 23 juin 1960, Schuman a commencé les travaux préparatoires. Le travail sur cette symphonie a été interrompu parce que Schuman a reçu entre-temps une commande de la Fondation Ford. La composition de A Song of Orpheus l'a occupé du 28 septembre 1960 jusqu'au 4 juillet 1961. Le 17 juillet 1961, Schuman a repris son travail sur la huitième jusqu'au 14 juin 1962 (quatre mois après la première d'Orphée).
Pendant ce temps, le NYP était maintenu dans l'incertitude, la symphonie avait déjà été programmée et des livrets de programme imprimés. En mai 1962, Edward Downes de la part du NYP a écrit au Schuman pour savoir s'il voulait écrire une introduction / explication de l'œuvre. M. Downes a reçu une réponse claire le 21 août 1962 disant que Schuman n'avait pas l'intention de la faire. Dans sa réponse, le compositeur disait qu'une œuvre n'est pas jugée sur son programme mais sur sa musique. Cependant, Schuman a laissé Downes libre d'écrire une introduction basée sur le manuscrit de la huitième symphonie, ce que Downes a fait. 
Schuman avait des doutes sur ses compositions. Une conséquence de ceci était qu'il a retiré sa deuxième symphonie, alors qu'il avait reçu un prix pour celle-ci. Les commentaires de tierces parties et ses propres sentiments ont fait que la symphonie n'a jamais plus été jouée. Une des raisons serait le début de cette symphonie dans lequel une note toujours répétée a provoqué des mouvements divers chez le public. Schuman a essayé encore cette formule avec cette symphonie.
L'aspect le plus frappant de celle-ci est la section de cuivres élargie, qui occupe une part importante dans l'œuvre.

### Création
Schuman était président du Lincoln Center au moment de la composition. C'est dans cette salle qu'il a entendu sa huitième première le 4 octobre 1962. Les interprètes étaient Leonard Bernstein et l'Orchestre philharmonique de New York. Bernstein avait déjà aidé Schuman pour l'achèvement de sa troisième symphonie. L'œuvre figurait dans le programme, qui a également été joué les 5, 6 et 7 octobre et qui comprenait les œuvres suivantes :
- Ludwig van Beethoven: La Consécration de la maison, opus 124
- Irving Fine: Adagio du Notturno pour cordes et harpe; « in memoriam » du compositeur décédé le 23 août 1962
- William Schuman: Symphonie no 8, en première mondiale
- entracte
- Johannes Brahms: Symphonie no 4

## Structure
La symphonie écrite pour un grand orchestre symphonique est composée de trois parties:
1. Lento sostenuto - pressante vigoroso - lento
2. Largo - tempo piu mosso - largo
3. Presto - prestissimo

Durée : 33 minutes
La symphonie commence par un certain nombre d'accords de longue durée qui sont répétés. Ces accords créent un gros doute. Ils ne sont pas consonants, sans être cependant très dissonants, mais se situent entre les deux. Les accords sont confiés aux cordes, un cor solo essaye de sortir à cette masse, mais sa complainte finit par être engloutie par les cordes. Le deuxième intervenant est le hautbois. Le hautbois qui a déjà beaucoup de difficultés à se plaindre, ne se détache pas des accords de plus en plus agressifs, dans lesquels maintenant interviennent aussi les cuivres. La troisième tentative d'une complainte, cette fois par les cordes, semble avoir plus de succès. Finalement, les accords gagnent quand même. Entre-temps, le tempo très lent a été accéléré et repris avec toutes sortes de changements de rythme. La structure de l'œuvre rappelle fortement les compositions orchestrales de Duke Ellington. La musique semble « crier » de temps en temps.
Sans interruption, la symphonie se poursuit avec le second mouvement, qui commence lentement (tempo = 54). Les lignes mélodiques s'allongent et il semble que la brutalité de la symphonie soit terminée. Cependant, la dynamique reste très grande. Les passages pianissimo alternent avec fortissimo et cela crée une tension durable. Le jeu mélodieux et fort entre les trombones et le tuba est indiqué cantabile forte. La surprise de cette partie se situe à la fin. Les accords du début sont de retour. Ils recommencent doucement et avec hésitations comme s'ils avaient été mal joués. Dans un fort crescendo, le mouvement se termine presque désespérément.
Le troisième mouvement contraste fortement avec ses prédécesseurs. Le rythme a été considérablement augmenté à un tempo de 144. La musique est plus ludique que dans les deux mouvements précédents. Il y a de petits solos par divers instruments de percussion, parmi lesquels le son du vibraphone apporte une lumière. Également un jeu entre la clarinette basse et le basson au-dessus d'une note grave tenue à la contrebasse apporte des éléments ludiques à la symphonie. La musique, cependant, devient de plus en plus "proche" et se transforme lentement en blocs de sons comme au début. Le dynamisme se calme un moment, pour terminer l'œuvre à l'unisson de tout l'orchestre avec l'appui de tout le groupe des percussions, y compris les timbales. L'indication est alors fortississimo : fff.

## Orchestration
L'orchestre est extrêmement important pour Schuman:
| Instrumentation de la Symphonie no 8 |
| Bois |
| 4 flûtes (dont 2 piccolos), 3 hautbois (* 1 ad libitum) , 1 cor anglais, 3 clarinettes en si bémol (* 1 ad libitum), 1 clarinette basse, 3 bassons (* 1 ad libitum) 1 contrebasson |
| Cuivres |
| 6 cors en fa, 4 trompettes en ut, 4 trombones, 1 tuba |
| Percussions |
| timbales, glockenspiel, Carillon tubulaire, vibraphone |
| Clavier |
| piano |
| Cordes |
| premiers violons, seconds violons, altos, violoncelles, contrebasses 2 harpes |